# Alnus orientalis
Alnus orientalis là một loài thực vật có hoa trong họ Betulaceae. Loài này được Decne. mô tả khoa học đầu tiên năm 1835.